# Henri-Raymond Casgrain
Henri-Raymond Casgrain (Rivière-Ouelle, 16 dicembre 1831 – Québec, 11 febbraio 1904) è stato uno storico e scrittore canadese.

## Biografia
Nacque a Rivière-Ouelle, Basso Canada, figlio di Charles-Eusèbe Casgrain e di Eliza Anne Baby, Casgrain studiò al College of Sainte-Anne-de-la-Pocatière. Nel 1852, si iscrisse alla scuola di medicina e chirurgia a Montréal, però diventò sacerdote solamente nel 1856. Iniziò il suo insegnamento presso il Collegio di Sainte-Anne-de-la-Pocatière fino a quando non fu costretto a lasciare l'insegnamento a causa dei suoi problemi di salute. Nel 1859, fu nominato vicario della parrocchia di La Nativité-de-Notre-Dame a Beauport ed si dedicò, nel tempo libero, a scrivere libri sulla letteratura.
Nel 1877, gli fu conferito il dottorato di storia della Université Laval, dove rimase anche come professore.
Scrisse, principalmente, delle opere sulla Nuova Francia e le sue relative personalità, come Samuel de Champlain, Louis-Joseph de Montcalm e Francis de Gaston.
Dal 1889 al 1890 è stato presidente della Royal Society of Canada.

## Opere principali
- Pélerinage au pays d'Évangéline (1855)
- Histoire de la Mère Marie de l'Incarnation (1864)
- Découverte du tombeau de Champlain (1866)[collegamento interrotto] con Laverdiere
- Histoire de l'Hôtel-Dieu de Québec (1878)
- Une paroisse canadienne au XVIIe siècle (1880)
- Histoire de l'asile du Bon-Pasteur de Québec (1890)
- Guerre du Canada: Montcalm et Lévis (1891, v.1)[collegamento interrotto]
- Guerre du Canada: Montcalm et Lévis (1891, v.2)
- Les français au Canada: Montcalm et Lévis[collegamento interrotto]
- Une seconde Acadie (1894)
- Les Sulpiciens et les prêtres des Missions étrangères en Acadie(1897)
- Éclaircissements sur la question acadienne
- Champlain : sa vie et son caractère (1898)[collegamento interrotto]